# Anthony Adrian Allen
Pour les articles homonymes, voir Allen.
Anthony Adrian Allen (1er juillet 1913 - 23 juin 2010) est un entomologiste britannique qui a publié plusieurs centaines d'articles scientifiques, en particulier sur les coléoptères des îles britanniques. Il a été actif pendant une grande partie du milieu et de la fin du XXe siècle. Il a formé un lien entre les grands entomologistes du siècle dernier et la génération actuelle, dont beaucoup ont bénéficié de ses connaissances et de ses conseils.

## Biographie
Anthony Adrian Allen, presque universellement connu sous le nom « A. A. Allen », était spécialisé dans les coléoptères des îles britanniques. Il a été décrit comme « l'un des coléoptéristes britanniques les plus connus ». Il a été l'élève et l'ami de plusieurs entomologistes éminents de la fin du XIXe et du début du XXe siècle, dont Horace Donisthorpe et Phillip Harwood.

## Œuvre faunistique
Allen est peut-être surtout connu pour ses travaux sur les coléoptères britanniques, qui comptent plus de 4 000 espèces. Au cours de sa carrière, il a publié des centaines d'articles et de notes scientifiques sur le sujet, principalement dans l’Entomologist's Monthly Magazine (en). Il avait aussi un intérêt pour les mouches et les hémiptères britanniques, sur lesquels il a également publié.

## Œuvre taxonomique
Allen est l'un des rares zoologistes du XXe siècle à avoir décrit de nouvelles espèces des îles britanniques. En 62 ans, il a décrit 13 nouvelles espèces de coléoptères, dont quatre restent valides. Le taux de synonymie apparemment élevé de ses espèce vient du fait qu'il avait principalement affaire à des groupes de coléoptères à la taxonomie difficile. Les quatre espèces valides décrites par Allen sont :
Staphylinidae :
- Aleochara phycophila Allen 1937
- Acrotona benicki (Allen 1940)

Scraptiidae :
- Scraptia testacea Allen 1940

Chrysomelidae :
- Longitarsus fowleri Allen 1967

Comme on peut s'y attendre pour des espèces qui n'avaient pas été découvertes avant le milieu du XXe siècle, les quatre espèces valides décrites par A. A. Allen sont rares et elles ont reçu un statut de conservation,. Longitarsus fowleri est la plus répandue des quatre, étant associé à la cardère sur les terrains crayeux du sud de la Grande-Bretagne. Scraptia testacea est considérée comme une espèce indicatrice de forêts et de parcs anciens de bonne qualité. Depuis leur description, trois de ces espèces ont été trouvées dans d'autres pays européens, mais Aleochara phycophila, un parasitoïde des mouches des algues de la côte sud de l'Angleterre, n'est encore connu qu'à partir du spécimen type et n'a jamais été signalé à nouveau.
Longitarsus fowleri est nommé en l'honneur du coléoptériste William Weekes Fowler (en) (1849-1923).

## Honneurs et distinctions
Allen a eu la rare distinction d'avoir deux espèces de coléoptères britanniques nommées par ses collègues en son honneur, le charançon terrestre Trachyphloeus alleni Donisthorpe, 1948 et le coléoptère latridiidé Corticaria alleni Johnson, 1974. Le premier, nommé par le myrmécologue et coléoptériste Horace Donisthorpe, a cependant été placé plus tard en synonymie avec le très courant Trachyphloeus asperatus (en) Boheman, 1843.

## Collection
La collection presque complète des coléoptères britanniques d'A. A. Allen, y compris la plupart de ses spécimens types, a été présentée au Musée d'histoire naturelle de Londres en octobre 2010. Le Musée a l'intention de numériser les 38 tiroirs et de les mettre à disposition sur Internet sous forme d'images haute résolution « comme ressource scientifique et comme un témoignage permanent de l'immense contribution d'A. A. Allen à la compréhension des coléoptères britanniques »,. On ne sait pas où se trouvent ses collections des autres ordres, si elles existent encore.